# Roger Mas
Roger Mas i Solé (Solsona, 9 dicembre 1975) è un cantautore spagnolo di lingua catalana.

## Biografia
Roger Mas è nato nel 1975 in una famiglia di musicisti. A 5 anni comincia a studiare musica con suo nonno. Ai 12 inizia la sua attività artistica come clarinettista e sassofonista. Nel 1994 inizia ad investigare le diverse espressioni musicali del mondo con il Maestro Luis Paniagua.
Nel 1996 il premio Exit di Catalunya Ràdio gli dà lo slancio definitivo alla carriera di cantautore. Da allora: 9 dischi, ognuno riconosciuto con diversi premi, ed una grande approvazione da parte della critica del settore lo convertono nella nuova figura della “Canzone”.
La sua musica si basa su tre pilastri: le musiche moderne, quelle tradizionali ed infine i suoni ancestrali del mondo. Nei suoi testi utilizza sia il linguaggio “di strada”, che quello proprio della letteratura, senza dimenticare antiche parole, quasi perdute.
Il critico Mingus B. Formentor de La Vanguardia, per citarne uno, lo ha definito “la voce più bella che ha avuto la Canzone catalana”. Negli ultimi tempi ha presentato il suo spettacolo all'estero, per esempio in Francia, Cuba, Italia, Uruguay, Serbia, Stati Uniti o Brasile.

## Discografia
- Les Flors del Somni (1997)
- Casafont (1999)
- Roger Mas & Les Flors en el camí de les serps i els llangardaixos blaus cap a la casa de vidre de la Senyora dels Guants Vermells (2001)
- dp (2003)
- Mística domèstica (2005)
- Les cançons tel·lúriques (2008)
- A la casa d'enlloc (2010)
- Roger Mas i la Cobla Sant Jordi - Ciutat de Barcelona (2012) Live album
- Irredempt (2015)
- Parnàs (2018)